# Kairos Quartett
Das Kairos Quartett ist ein 1996 gegründetes, in Berlin ansässiges Streichquartett.

## Geschichte
Das Kairos Quartett (zunächst „work in progress-Quartett“) ist auf Musik ab 1950 spezialisiert. Zur Zeit seiner Gründung 1996 war es das erste Streichquartett mit einer derartigen Ausrichtung im deutschsprachigen Raum. Namensgeber ist Kairos, in der griechischen Mythologie der Gott des günstigen Augenblicks und die Verkörperung des subjektiven Zeitbegriffs. Das Quartett debütierte bei den Internationalen Ferienkursen für Neue Musik 1996 in Darmstadt, wo es auch von Irvine Arditti, dem Primarius des Arditti-Quartetts, unterrichtet wurde.
Es hat seither mit vielen Komponisten zusammengearbeitet, darunter Brian Ferneyhough, Georg Friedrich Haas, György Kurtág, Alvin Lucier, Helmut Lachenmann, Liza Lim, Sergej Newski, Enno Poppe, Marco Stroppa und Wolfgang Rihm. Das Kairos Quartett konzertiert häufig bei Festivals Neuer Musik im europäischen Raum und reiste auch mehrmals nach Mexiko und nach Ostasien. Im Herbst 2018 debütierte das Quartett in China mit einem Konzert und mehreren Workshops am Conservatory of Music Shanghai, im Folgejahr in Malaysia, beim Xinghai Conservatory in Guangzhou (China) sowie in der Elbphilharmonie Hamburg anlässlich der Verleihung des Bach-Preises an Unsuk Chin. Sein Repertoire umfasst mittlerweile über 250 Kompositionen, darunter ca. 100 Uraufführungen und Auftragswerke.
Das Kairos Quartett ist auch aktiv in der Vermittlung Neuer Musik tätig, u. a. an der Musikhochschule Zürich, der Nationaluniversität von Mexiko, an der Universität Mozarteum Salzburg, den Musikhochschulen von Shanghai und Guangzhou oder der Universität der Künste Berlin. Es setzt eigene Akzente durch selbstveranstaltete Konzerte, alternative Konzertformate, Klangspaziergänge und Konzertreihen.

## Mitglieder
- Rui C. Antunes, Violine (1996–2021: Wolfgang Bender, 9/2021–12/2021: Daniella Strasfogel, 2022: Veronika Paleeva, 2022–2023: Delia Ramos Rodrigues)
- Alexa Renger, Violine (1996–1997: Kathrein Allenberg, 1997–2007: Chatschatur Kanajan, 6/2007–5/2008 Susanne Zapf, 2008–2021: Stefan Häussler, 2022: Alicja Pilarczyk)
- Simone Heilgendorff, Viola
- Claudius von Wrochem, Violoncello

Die Violinen alternieren in der Funktion der ersten Geige.

## Preise und Stipendien
- Kranichsteiner Stipendium
- Preis der deutschen Schallplattenkritik 1/2005[3]
- Kompositionsaufträge des Berliner Senats
- Konzerte des Deutschen Musikrats
- Stipendiat der Akademie Schloss Solitude 2000/2001 (als erstes Ensemble)[4]
- Förderpreise der Ernst von Siemens Stiftung
- Projektförderungen durch den Hauptstadtkulturfonds
- Projektförderung durch die Stiftung Deutsche Klassenlotterie
- Ensemble-Förderung durch den Senat von Berlin
- Ensemble-Förderung durch den Deutschen Musikrat: NEUSTART for ensembles and bands

## Einspielungen
- Interpretenporträt des Kairos Quartetts bei Edition Zeitklang
- Georg Friedrich Haas: Streichquartette 1 und 2 bei Edition Zeitklang
- Komponistenporträt Viera Janarcekova bei ProViva
- Komponistenporträt Enno Poppe bei col legno
- "Wider den Strich" (Musik in Deutschland 1950–2000) u. a. Orm Finnendahl Fälschung für Streichquartett, Laptop, Ghetto-Blaster und Live-Elektronik (2003) bei Red Seal
- Komponistenporträt Jay Schwartz bei Wergo (Deutscher Musikrat)
- Komponistenporträt Knut Müller: "Chamber Music" mit Thorn [1996] (1. Streichquartett, Aufnahme v. 2001, EZ), Zeug [1999] (2. Streichquartett)2012 Edition Zeitklang
- "Klangnarbe" – Komponistenporträt Marina Khorkova u. a. Streichquartett Nr. 1 bei Wergo (Deutscher Musikrat)
- "mientras" Schönberg Streichquartett Nr. 2 und Sabine Panzer mientras mit Angelika Luz (Sopran) bei Edition Zeitklang – www.zeitklang.de
- Mitschnitte und Produktionen bei den meisten deutschen Sendern sowie bei ORF, RAI, DRS und der BBC